# Opération Boali
Pour les articles homonymes, voir Boali (homonymie).
L'opération Boali est une opération menée en République centrafricaine par l'armée française. Lancée en octobre 2002, cette opération est prolongée tout au long des guerres civiles successives en Centrafrique, et se  termine en 2013, à la suite du lancement de l'opération Sangaris. Il s'agit d'une des composantes des forces françaises hors de la métropole.

## Histoire
En octobre 2002, en réponse à l'instabilité chronique en Centrafrique, la France lance une opération militaire visant à soutenir la mise en place de la Force multinationale en Centrafrique (FOMUC), force multinationale africaine en Centrafrique de la Communauté économique et monétaire de l'Afrique centrale (CEMAC). Il s'agit d'une déclinaison du programme français en Afrique intitulé RECAMP (Renforcement des Capacités Africaines de Maintien de la Paix). Le rôle de l'opération Boali est aussi d'encadrer la formation militaire de l'armée centrafricaine.
Par la suite, pendant la première guerre civile, Boali vient également appuyer les opérations de l'armée régulière centrafricaine du régime de François Bozizé, dans le cadre plus large de la MINURCAT, contre les rebelles de l'UFDR. C'est par exemple le cas en décembre 2006 à Birao, Ouanda Djallé et Sam Ouandja après son occupation un mois durant par les rebelles de l'Union des forces démocratiques pour le rassemblement (UFDR),.
Le dispositif est renforcé après la prise de pouvoir de la Seleka en mars 2013 pour protéger les ressortissants français à Bangui, capitale du pays. Les 500 hommes envoyés en renfort proviennent d'unités préalablement stationnées au Gabon. Les missions confiées aux 240 hommes à Boali viennent en appui de celles confiées à la MICOPAX, qui a succédé à la FOMUC en 2008, puis à la force Sangaris lors de son arrivée fin 2013, et préparant l'arrivée de la MISCA. Il s'agit notamment de sécuriser les abords de l'aéroport international de Bangui-M'Poko.

## Forces en présence
La force de Boali comporte environ deux cents hommes depuis 2003. Ses effectifs ont varié en fonction de la situation du pays.
En 2006, son effectif est porté à trois cents avec l'arrivée de cent hommes supplémentaires le 19 novembre. Il s'agit des hommes du 13e bataillon de chasseurs alpins, qui quittent le pays en 2008.
Le renforcement de Boali au début de l'année 2013 est l'œuvre du 1er régiment d'infanterie, stationné à Sarrebourg. À cette occasion, le lieutenant-colonel Demay prend le commandement de Boali. Ce renforcement est complété par cinq cents hommes envoyés en renfort, en provenance d'unités préalablement stationnées au Gabon, venant s'ajouter aux deux-cent-quarante précédemment déployés. Les forces françaises au Gabon constituent la base arrière de Boali et assurent une part de sa logistique.

### Commandement
(février 2015).
- À partir de mars 2013 : lieutenant-colonel Demay, 1er RI
- Jusqu'en octobre 2013 : colonel Yvan Gouriou, ancien chef de corps du 27e BCA[9]
- À partir de novembre 2013 : colonel Vincent Tassel, chef de corps du 8e RPIMa

À partir de la fin 2013, le commandement opérationnel de Boali est soumis au commandement de Sangaris ; son commandant principal est alors le général de brigade Soriano.

## Missions
Les missions de Boali ont varié au fil de temps. Néanmoins, les objectifs principaux de Boali sont demeurés la protection des ressortissants français et l'entraînement de l'armée centrafricaine.
Le rôle de cette force prépositionnée a joué un rôle d'appui important lors du déploiement de diverses forces internationales, en Centrafrique mais également au Tchad voisin. Boali a ainsi servi d'appui successivement ou simultanément au forces de la FOMUC, de la MINURCAT, de la MICOPAX, de l'EUFOR Tchad/RCA lors de la première guerre civile centrafricaine. Lors des conflits suivants, elle sert d'appui logistique à Sangaris et à la MISCA.
Les détracteurs de la présence française en Centrafrique l'accusent d'avoir soutenu la rébellion Séléka en 2013 et lui imputent même une bavure, des soldats français ayant ouvert le feu sur un ou plusieurs véhicules de la FOMAC qui tentaient d’accéder à l’aéroport.